# Al-Mahdí (Abbásovec)
Abú Abdalláh Muhammad ibn Abdalláh al-Mansúr, známý pod jménem Al-Mahdí, (asi 744/745 – 785) byl třetí chalífa z rodu Abbásovců.

## Život a vláda
Na trůn nastoupil po smrti svého otce al-Mansúra v roce 775. Byl známý pro svou velkorysost a mírumilovnost – hned na počátku vlády propustil mnoho al-Mansúrových politických vězňů, během své poutě do Mekky roku 781 údajně rozdal až 30 000 000 dirhamů chudým a ušlechtile zacházel i se svými nepřáteli. Zasloužil se také o zefektivnění říšské administrativy a strmý vzestup hlavního města svého impéria Bagdádu, které založil jeho otec. Na svém bagdádském dvoře značně podporoval umění, zejména hudbu a poezii. Obnovil rovněž válku s Byzantinci. Za jeho vlády současně vzrostla moc vezírského rodu Barmakovců. V roce 785 byl otráven jednou ze svých konkubín. Novým chalífou se stal jeho syn al-Hádí, kterého ale záhy nahradil jeho mladší bratr Hárún ar-Rašíd.